# Канаш Камзін
Жолкуду́к (каз. Жолқұдық) — село у складі Аксуської міської адміністрації Павлодарської області Казахстану. Входить до складу Алгабаського сільського округу.
Населення — 1462 особи (2021; 1647 у 2009, 1819 у 1999, 1579 у 1989).
Національний склад станом на 1989 рік:
- казахи — 54 %
- росіяни — 30 %